# Сиговое (озеро, Карелия)
Сиговое — пресноводное озеро на территории Кестеньгского сельского поселения Лоухского района Республики Карелии.

## Общие сведения
Площадь озера — 2,1 км², площадь водосборного бассейна — 21,5 км². Располагается на высоте 121,2 метров над уровнем моря.
Форма озера лопастная, продолговатая: оно почти на четыре километра вытянуто с запада на восток. Берега изрезанные, каменисто-песчаные, местами заболоченные.
Из залива в западной оконечности озера вытекает протока, которая, протекая через озеро Холдылампи, впадает в губу Варалакшу в восточной части Тикшеозера, через которое протекает река Лопская. Лопская впадает в озеро Пажма, являющееся частью Ковдозера. Через последнее протекает река Ковда, впадающая, в свою очередь, в Белое море.
Ближе к восточной оконечности Сигового расположен один небольшой остров без названия.
Населённые пункты и автодороги вблизи водоёма отсутствуют.
Код объекта в государственном водном реестре — 02020000611102000001631.